# Réal Cloutier
Pour les articles homonymes, voir Cloutier.
Réal Cloutier (né le 30 juillet 1956 à Saint-Émile, au Québec) est un joueur canadien de hockey sur glace jouant à la position d'ailier.

## Biographie
Réal Cloutier a évolué en tant que professionnel dans l'Association mondiale de hockey de 1974 à 1979 avec les Nordiques de Québec, puis dans la Ligue nationale de hockey de 1979 à 1984 avec les Nordiques et les Sabres de Buffalo. Il a terminé sa carrière par un bref séjour dans la Ligue internationale et la Ligue américaine. Son numéro 9 qui porte avec les Nordiques de Québec a été décidé par les participants a un concours qui ont choisi ce chiffre en plus grand nombre.

## Hommages
- Un parc de sa ville natale, Saint-Émile (maintenant un quartier de Québec), porte son nom.
- Réal Cloutier a été intronisé au Temple de la renommée de la LHJMQ le 6 avril 2016 en compagnie de Mario Marois, Ron Lapointe, José Théodore et Daniel Brière[2].
- Une œuvre hommage dans l'Allée consacrée au hockey de la Place Jean-Béliveau et intitulée : "Réal "Buddy" Cloutier" de l'artiste Jean-Robert Drouillard (2021) : Fabriquée en aluminium coulé, elle rend hommage à Réal Cloutier alors qu’il jouait dans les Nordiques de l’Association mondiale de hockey (AMH). Avec son bâton à la hauteur des hanches, son dos droit et sa tête relevée, le joueur inspire la confiance et la fierté[3].

## Statistiques
Pour les significations des abréviations, voir Statistiques du hockey sur glace.
| Saison     | Équipe                 | Ligue      |     | Saison régulière | Saison régulière | Saison régulière | Saison régulière | Saison régulière |    | Séries éliminatoires | Séries éliminatoires | Séries éliminatoires | Séries éliminatoires | Séries éliminatoires |
| Saison     | Équipe                 | Ligue      | PJ  | B                | A                | Pts              | Pun              | PJ               | B  | A                    | Pts                  | Pun                  |                      |                      |
| 1972-1973  | Remparts de Québec     | LHJMQ      | 57  | 39               | 60               | 99               | 15               | -                | -  | -                    | -                    | -                    |                      |                      |
| 1973-1974  | Remparts de Québec     | LHJMQ      | 69  | 93               | 123              | 216              | 40               | -                | -  | -                    | -                    | -                    |                      |                      |
| 1974-1975  | Nordiques de Québec    | AMH        | 63  | 26               | 27               | 53               | 36               | 12               | 4  | 3                    | 7                    | 2                    |                      |                      |
| 1975-1976  | Nordiques de Québec    | AMH        | 80  | 60               | 54               | 114              | 27               | 5                | 4  | 5                    | 9                    | 0                    |                      |                      |
| 1976-1977  | Nordiques de Québec    | AMH        | 76  | 66               | 75               | 141              | 39               | 17               | 14 | 13                   | 27                   | 10                   |                      |                      |
| 1977-1978  | Nordiques de Québec    | AMH        | 73  | 56               | 73               | 129              | 19               | 10               | 9  | 7                    | 16                   | 15                   |                      |                      |
| 1978-1979  | Nordiques de Québec    | AMH        | 77  | 75               | 54               | 129              | 48               | 4                | 2  | 2                    | 4                    | 2                    |                      |                      |
| 1979-1980  | Nordiques de Québec    | LNH        | 67  | 42               | 47               | 89               | 12               | -                | -  | -                    | -                    | -                    |                      |                      |
| 1980-1981  | Nordiques de Québec    | LNH        | 34  | 15               | 16               | 31               | 18               | 3                | 0  | 0                    | 0                    | 10                   |                      |                      |
| 1981-1982  | Nordiques de Québec    | LNH        | 67  | 37               | 60               | 97               | 34               | 16               | 7  | 5                    | 12                   | 10                   |                      |                      |
| 1982-1983  | Nordiques de Québec    | LNH        | 68  | 28               | 39               | 67               | 30               | 4                | 0  | 0                    | 0                    | 0                    |                      |                      |
| 1983-1984  | Sabres de Buffalo      | LNH        | 77  | 24               | 36               | 60               | 25               | 2                | 0  | 0                    | 0                    | 0                    |                      |                      |
| 1984-1985  | Generals de Flint      | LIH        | 40  | 11               | 25               | 36               | 6                | -                | -  | -                    | -                    | -                    |                      |                      |
| 1984-1985  | Americans de Rochester | LAH        | 12  | 4                | 3                | 7                | 0                | -                | -  | -                    | -                    | -                    |                      |                      |
| 1984-1985  | Sabres de Buffalo      | LNH        | 4   | 0                | 0                | 0                | 0                | -                | -  | -                    | -                    | -                    |                      |                      |
| Totaux AMH | Totaux AMH             | Totaux AMH | 369 | 283              | 283              | 566              | 169              | 48               | 33 | 30                   | 63                   | 2                    |                      |                      |
| Totaux LNH | Totaux LNH             | Totaux LNH | 317 | 146              | 198              | 344              | 119              | 25               | 7  | 5                    | 12                   | 20                   |                      |                      |